# Romênia nos Jogos Olímpicos de Inverno de 1952
A Romênia competiu nos Jogos Olímpicos de Inverno de 1952, realizados em Oslo, Noruega.